# Gentiana decorata
Gentiana decorata är en gentianaväxtart som beskrevs av Friedrich Ludwig Diels. Gentiana decorata ingår i släktet gentianor, och familjen gentianaväxter. Inga underarter finns listade i Catalogue of Life.